# Sovrani delle Asturie
Lista dei monarchi del Regno delle Asturie. Da questi sovrani, i primi nella penisola iberica a dotarsi del titolo regio, discende l'attuale cronologia dei Re di Spagna.

## Principi delle Asturie (718-739)
- Pelagio (718-737)
- Favila o Fáfila (737-739)

## Re delle Asturie (739-925)
- Alfonso I il Cattolico (739-757) Primo sovrano che si proclamò re delle Asturie
- Fruela I (757-768) Figlio di Alfonso I
- Aurelio (768-774) Cugino di Fruela I
- Adosinda con Silo (774-783) Cugina di Aurelio, sorella di Fruela I e figlia di Alfonso I
- Mauregato (783-789) Fratellastro di Adosinda e Fruela I, figlio di Alfonso I
- Bermudo I il Diacono (789-791) Cugino di Mauregato, Adosinda e Fruela I, fratello di Aurelio
- Alfonso II il Casto (791-842) Figlio di Fruela I
- Ramiro I (842-850) Cugino di terzo grado di Alfonso II, figlio di Bermudo I
- Ordoño I (850-866) Figlio di Ramiro I
- Alfonso III il Grande (866- 910) Figlio di Ordoño I
- Fruela II (910-925) e di León (924-925) Figlio di Alfonso III

Alla sua morte, Alfonso III divise il regno tra i suoi figli: Fruela II mantenne il titolo di re delle Asturie ed ebbe la parte centrale del regno, Ordoño II divenne re di Galizia, mentre Garcia I ottenne la corona di León. Alla morte senza eredi del fratello Garcia I nel 914, Ordoño II venne proclamato anche re di León, tuttavia alla sua morte Fruela II spodestò i figli di Ordoño, riunificando per l'ultima volta il Regno delle Asturie. A Fruela II successe il figlio Alfonso con i titoli di re di Galizia e di León e nel territorio originale delle Asturie venne ricostituito l'antico Principato delle Asturie come feudo del Regno di León, e tale rimase sino all'abolizione del Regno nel 1833.

## Eredità culturale
Nei secoli successivi, i re delle Asturie vennero universalmente riconosciuti come gli iniziatori della Reconquista e i vari regni della penisola iberica, sentendosi diretti eredi di questi sovrani, mantennero la numerazione dei propri sovrani in continuità con quella dei principi e dei re asturiani. Questa tradizione perdura nell'attuale monarchia spagnola.